# Sant Sebastià de Garriguella
Sant Sebastià de Garriguella és una antiga capella rehabilitada del municipi de Garriguella (Alt Empordà) inclosa en l'Inventari del Patrimoni Arquitectònic de Catalunya. Està situada a l'inici del veïnat de Garriguella Vella, a l'oest del nucli urbà de la població de Garriguella. Les restes conservades es troben adossades a la masia de Can Teio, davant de l'encreuament dels carrers Sant Sebastià i Mollet.

## Descripció
Es tracta de les restes conservades de l'antiga capella de Sant Sebastià, actualment rehabilitada. En concret es manté un dels arcs laterals de l'edifici. Es tracta d'un gran arc de mig punt, bastit amb carreus de pedra ben escairats als brancals. La part superior de l'arc està format per lloses de pedra disposades a sardinell. La resta del parament està bastit amb pedres sense treballar lligades amb morter. L'obertura presenta una fornícula central de mig punt, restituïda, apte per col·locar-hi la imatge. Sota seu destaca un ampit sobresortit de pedra, per fer-hi les ofrenes. A la part superior de la fornícula hi ha una petita obertura rectangular.

## Història
La capella de Sant Sebastià fou fundada entre els anys 1347 i 1349, i té el seu origen en una gran pesta de tifus i còlera que assolà la regió, com quedà documentat en el cartulari de Vilabertran. Aquestes capelles es fundaren com hospitals, fora de les muralles per una qüestió de prevenció en les possibles infeccions. Fou reedifica i engrandida l'any 1588. Posteriorment, al mateix lloc hi havia un lloc dit la presó, i en el pis de dalt hi havia una secretaria.